# Nina Glonti
Nina Levanovna Glonti (Russisch: Нина Левановна Глонти) (Rjazan, 14 januari 1997) is een Russisch basketbalspeelster die uitkomt voor het nationale team van Rusland. Ze werd Meester in de sport van Rusland.

## Carrière
Glonti begon haar carrière in 2015 bij MBA Moskou. Met MBA Moskou werd ze drie keer derde om het Landskampioenschap van Rusland in 2021, 2022 en 2023. Ook werd ze twee keer tweede om de Beker van Rusland in 2018 en 2023. Ook werd ze een keer derde om de beker van Rusland in 2021. In 2024 stapte ze over naar Dinamo Koersk. Met Dinamo werd ze een keer tweede om de Beker van Rusland in 2025.
In 2021 speelde Glonti voor het nationale team van Rusland op het Europees kampioenschap basketbal vrouwen 2021.

## Erelijst
- Landskampioen Rusland:
  - Derde: 2021, 2022, 2023
- Bekerwinnaar Rusland:
  - Runner-up: 2018, 2023, 2025
  - Derde: 2021